# 大阪旭こども病院
社会医療法人真美会 大阪旭こども病院（しゃかいいりょうほうじんしんびかい おおさかあさひこどもびょういん）は、大阪府大阪市旭区新森にある小児専門病院。

## 概要
1966年（昭和41年）10月1日に中野こども病院を開設。1977年（昭和52年）に医療法人真美会を設立し、2009年（平成21年）に社会医療法人真美会を発足。
2021年（令和3年）に大阪旭こども病院に名称を変更。

## 沿革
- 1966年（昭和41年）10月1日 - 中野こども病院を開設[2]。
- 1977年（昭和52年）01月 - 医療法人真美会を設立[2]。
- 2009年（平成21年）01月 - 社会医療法人真美会を発足[2]。
- 2021年（令和03年）4月 - 大阪旭こども病院に名称を変更[2]。

## 診療科
- 小児科

## 病院歌
大阪旭こども病院 病院歌
- 作詞：中野ヨシヱ / 作曲：鈴木英明

## 交通
- Osaka Metro今里筋線「新森古市駅」より徒歩で約1分。
- 阪神高速12号守口線「森小路出入口」より車で約1分。